# Las ratas de las paredes
Las ratas de las paredes (en inglés The Rats in the Walls) es una historia corta de terror de 1923 del escritor estadounidense H. P. Lovecraft.

## Elaboración y publicación
Escrita en agosto-septiembre de 1923, se publicó por primera vez en la edición de marzo de 1924 de la revista pulp Weird Tales. Luego sería reeditada por Arkham House en la antología de 1939 The Outsider and Others. Previamente fue rechazada por Argosy al considerarla demasiado aterradora para sus lectores.

## Argumento
En 1923, tras la muerte de su único hijo durante la Primera Guerra Mundial, un estadounidense llamado Delapore, el último descendiente de la familia De la Poer, se muda de Massachusetts a su propiedad ancestral en Inglaterra conocida como el Priorato de Exham, en aquel momento en ruinas. Para consternación de los residentes cercanos restaura la finca, demostrando claramente su ignorancia de la historia horrible que se relaciona con el lugar. Después de trasladarse a vivir en ella, el protagonista y sus gatos, especialmente su gato negro favorito llamado "Negrito", escuchan con frecuencia el sonido de ratas corriendo detrás de las paredes. Al investigar más a fondo, y a través de sueños recurrentes, Delapore descubre que su familia había mantenido una especie de ciudadela subterránea durante siglos, donde criaron generaciones enteras de "ganado humano", algunas habiendo retrocedido a un estado cuadrúpedo, para satisfacer así su gusto por la carne humana.
Todo ello se interrumpió cuando el antepasado de Delapore mató a toda su familia mientras dormían y abandonó el país para poner fin al horror, dejando que el ganado humano restante y un pariente superviviente fueran devorados por las ratas que habitaban en los sumideros de la ciudad.
Al final, inconscientemente enloquecido por las revelaciones acerca del pasado de su familia, conducido por una crueldad hereditaria y por la ira de la muerte de su hijo, Delapore ataca a su amigo Norrys en la oscuridad de la ciudad cavernosa con la intención de devorarle mientras divaga en una mezcla de inglés medio, latín y gaélico, antes de convertirse en una cacofonía de gruñidos animales.
Más tarde es encerrado en un manicomio. Otro de los investigadores, el médium Thornton, ha enloquecido también. Poco después, el Priorato de Exham es destruido y los investigadores deciden encubrir la existencia de la ciudad.
Delapore mantiene su inocencia proclamando que fueron "las ratas, las ratas de las paredes" quienes devoraron a Norrys. Continua atormentado por el sonido de las ratas en las paredes de su celda.

## Inspiración
Mucho después de escribir Las ratas de las paredes, Lovecraft anotó que la historia le fue "sugerida por un incidente muy común: el agrietamiento del papel de la pared a altas horas de la noche y la cadena de imaginaciones resultantes de él". Otra entrada en su libro de anotaciones también parece proporcionar un germen de la trama de la historia: "Un horrible secreto en la cripta de un antiguo castillo descubierto por el propietario."
Steven J. Mariconda menciona el libro Curious Myths of the Middle Ages (1868) de Sabine Baring-Gould (1834-1924) como una fuente para la narración. La descripción de la caverna debajo del priorato tiene muchas similitudes con la descripción que hace Baring-Gould del Purgatorio de San Patricio, un legendario lugar sagrado irlandés, y la historia de las ratas del priorato invadiendo el paisaje puede haberse inspirado en el relato que hace el mismo autor de la leyenda del obispo Hatto de Mainz, que fue devorado por las ratas después de quemar a campesinos famélicos durante una hambruna (una historia a la que se hace referencia en la leyenda de la Torre del ratón de Bingen).
Partes de la historia de Lovecraft muestran un llamativo parecido con el famoso "sueño de la casa" de Carl Gustav Jung, que este contó a Sigmund Freud en 1909, aunque no conocido antes de 1925: el descenso a un sótano románico a través de una casa familiar ancestral históricamente estratificada; levantando una losa oculta; descendiendo escalones de piedra a una cueva prehistórica llena de huesos, cerámica rota, etc.
Leigh Blackmore ha postulado que un rasgo superficial de la historia puede encontrarse en La caída de la Casa Usher de Edgar Allan Poe, cuando Roderick Usher comenta que su audición es tan anormalmente sensible que "puede escuchar a las ratas en las paredes".
Las palabras en gaélico que aparecen al final de la historia están tomadas del libro The Sin-Eater de Fiona Macleod (pseudónimo de William Sharp, 1855-1905). Lovecraft escribió a Frank Belknap Long que "la única objeción a la frase es que se trata de gaélico en lugar de galés como demanda un lugar del sur de Inglaterra. Pero como con la antropología, los detalles no cuentan. Nadie va a pararse a notar la diferencia". Robert E. Howard, sin embargo, escribió una carta en 1930 a Weird Tales sugiriendo que la elección de la lengua reflejaba "la teoría de Lluyd acerca de la colonización de Inglaterra por los celtas". Esta nota pasada a Lovecraft inició su voluminosa correspondencia. El área donde se hablaba galés en esa época pretérita cubría no sólo Gales, sino toda la isla por debajo del Muro de Adriano. El gaélico sólo se hablaba al norte del Muro.
S. T. Joshi apunta a un relato de Irvin S. Cobb (1876-1944, autor de Paths of Glory) titulado The Unbroken Chain como un modelo para Lovecraft: "La obra de Cobb introduce un elemento científico posible en su relato acerca de la memoria hereditaria. Un hombre moderno con antepasados de color profiere palabras en una lengua africana cuando es atropellado por un tren bajo circunstancias visuales y auditivas que recuerdan la mutilación de un antepasado suyo por un rinoceronte un siglo antes."

## Conexiones
Las ratas de las paredes está libremente conectada con los Mitos de Cthulhu; hacia el final, el narrador señala que las ratas parecen "decididas a que las siguiera hasta aquellas intrincadas cavernas del centro de la tierra donde Nyarlathotep, el enloquecido dios sin rostro, aúlla a ciegas en la más tenebrosa oscuridad a los acordes de dos necios y amorfos flautistas". En esta referencia a Nyarlathotep, la primera después de introducirlo en un poema en prosa del mismo título, la entidad parece tener muchos de los atributos del dios Azathoth.
Antes de mudarse al Priorato de Exham, Delapore vive en Bolton, Massachusetts, una ciudad fabril donde el personaje principal de Herbert West: reanimador realiza algunos de sus experimentos. La ciudad también se menciona en El color del espacio exterior; no se cree que sea el mismo lugar que el Bolton, Massachusetts del mundo real.
Los escritores posteriores de los Mitos sugirieron que la Magna Mater ("Gran Madre") adorada por el culto de Exham era Shub-Niggurath (aunque en la historia misma se hacen múltiples referencias a la diosa romana Cibeles, conocida como Magna Mater).

## Significado literario y crítica
La historia fue rechazada por la revista Argosy All-Story Weekly antes de ser aceptada por Weird Tales; Lovecraft afirmó que la primera revista lo encontró "demasiado horrible para las tiernas sensibilidades de un público delicadamente alimentado". El editor de Weird Tales, J.C. Henneberger, describió la historia en una nota a Lovecraft como la mejor que había recibido su revista. Fue una de las pocas historias de Lovecraft publicadas en una antología durante su vida, en la colección Switch on the Light de 1931, editada por Christine Campbell Thompson.
Es notable que Lovecraft usa la técnica de referirse a un texto (en este caso las obras reales de Petronio y Catulo) sin dar una completa explicación de su contenido como para proporcionar una ilusión de profundidad y estratos ocultos a su obra. Más tarde refinó esta idea con el Necronomicón que prevalece en sus relatos de los Mitos de Cthulhu.
Igualmente importante para el posterior desarrollo de los Mitos de Cthulhu fue el que este relato volviera a publicarse en Weird Tales en 1930, lo que provocó que Robert E. Howard escribiera a la revista alabando la obra. Esta carta fue transmitida a Lovecraft, convirtiéndose en amigos y manteniendo correspondencia hasta la muerte de Howard en 1936. Esta conexión literaria se reflejó en cada autor al agregar aspectos de las obras del otro a sus propios cuentos. Howard está considerado como uno de los más prolíficos autores originales de los Mitos de Cthulhu.
Kingsley Amis consideraba a esta narración (junto con El horror de Dunwich) como una de las historias de Lovecraft "que logra un grado de horror memorable". Lin Carter la consideraba como una de las mejores de toda la obra de su autor y S. T. Joshi describe el relato como "un ejemplo casi perfecto de cuento en su condensación, su ritmo narrativo, su impresionante clímax y su mezcla de horror y conmoción".
El nombre del gato, "Nigger Man", se ha citado a menudo en las discusiones sobre las actitudes racistas de Lovecraft. Lovecraft era dueño de un gato con ese nombre hasta 1904. Probablemente el gato recibió su nombre cuando Lovecraft tenía aproximadamente nueve años.